# 41. Филмски сусрети у Нишу
41. Филмски сусрети одржани су у периоду од 21. до 27. августа, 2006. Фестивал је званично отворила глумица Ружица Сокић.
Уметнички директор фестивала је био глумац Светислав Гонцић.

## Жири
| Састав жирија      |                 |                |
| председница жирија | Снежана Никшић  | Снежана Никшић |
| чланови жирија     | Злата Нуманагић | Божидар Стошић |

## Програм
У оквиру званичног програма фестивала, током шест дана, приказано је 9 конкурентских и 2 гостујућа филма.
| Дан        | Програм                                          |
| ---------- | ------------------------------------------------ |
| 22. авгст  | Свечано отварање                                 |
| 22. авгст  | Документарни филм о 40 година Филмских сусрета   |
| 22. авгст  | Где цвета лимун жут (Здравко Шотра)              |
| 23. август | Небо изнад крајолика (Ненад Ђурић)               |
| 23. август | Условна слобода (Мирослав Живановић)             |
| 24. август | Синовци (Синиша Ковачевић)                       |
| 24. август | Свечано уручење награде Павле Вуисић             |
| 24. август | Шејтанов ратник (Стеван Филиповић)               |
| 25. август | Ствар срца (Мика Алексић)                        |
| 25. август | Додела награде Она и он                          |
| 25. август | Кројачева тајна (Стеван Филиповић)               |
| 26. август | Седам и по (Мирослав Момчиловић)                 |
| 26. август | Ин мемориам                                      |
| 26. август | Сутра ујутру (Олег Новковић)                     |
| 27. август | Свечана додела награда                           |
| 27. август | Два играца с клупе (Дејан Шорак), гостујући филм |
| 27. август | Шутка (Александар Манић)                         |
| 27. август | Затварање фестивала                              |

У току 41. Филмских сусрета организован је богат пратећи програм, који је укључивао школу цртаног филма, пројекције документарних филмова, као и документарне серије Ивана Карла „Жана на филму“, промоције књига везаних за филмску уметност и сл.

## Награде
Званичне награде додељене су последњег дана фестивала.
| Награда                          | Добитник/Добитница | Улога                   | Филм (редитељ/редитељка)                                               |
| -------------------------------- | ------------------ | ----------------------- | ---------------------------------------------------------------------- |
| Гран при Наиса                   | Петар Краљ         | Обрад Срећковић         | Синовци (Синиша Ковачевић)                                             |
| Цар Константин                   | Милан Гутовић      | Озрен Ћук, Милан        | Условна слобода (Мирослав Живановић), Седам и по (Мирослав Момчиловић) |
| Царица Теодора                   | Нада Шаргин        | Сале                    | Сутра ујутру (Олег Новковић)                                           |
| Повеља за мушку улогу            | Вук Костић         | Алекса, Михајло Јапунђа | Ствар срца (Мика Алексић), Синовци (Синиша Ковачевић)                  |
| Повеља за женску улогу           | Нада Мацанковић    | Јована                  | Ствар срца (Мика Алексић)                                              |
| Награда за епизодну мушку улогу  | Небојша Глоговац   | Нале                    | Сутра ујутру (Олег Новковић)                                           |
| Награда за епизодну женску улогу | Мира Ступица       | учитељица Милица        | Седам и по (Мирослав Момчиловић)                                       |
| Награда за најбољег дебитанта    | Никола Ракочевић   | Милан Срећковић         | Синовци (Синиша Ковачевић)                                             |

Специјална награда за изузетан допринос уметности глуме „Павле Вуисић" додељена је глумцу Петру Краљу. Посебан жири за доделу ове награде чине: Ружица Сокић и Душан Јанићијевић.
Трећи члан, Предраг Мики Манојловић, иступио је из жирија, неслажући се са одлуком да се награда додели Петру Краљу. У његовом образоложењу је стајало да Петар Краљ, призната глумачка величина, ипак није истакнут као филмски глумац. Такође, критиковао је саму процедуру бирања добитнице, односно добитника награде, која је ограничавајућа.